# Katholieke Kerk in Brazilië

Brazilië

19 kerkelijke regio's in Brazilië

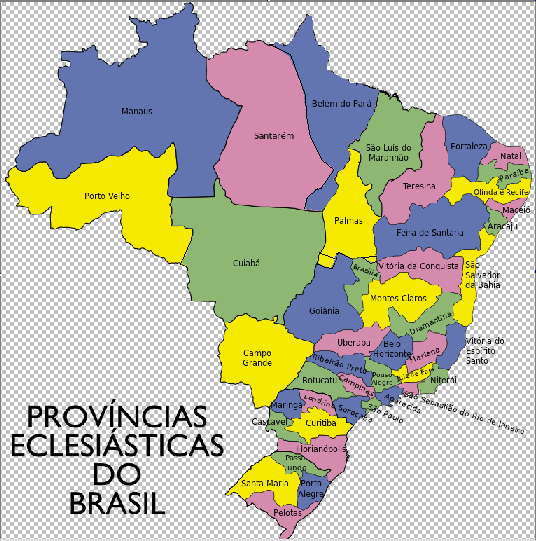
45 kerkprovincies in Brazilië

De Katholieke Kerk in Brazilië is een onderdeel van de wereldwijde Katholieke Kerk, onder het geestelijk leiderschap van de paus en de curie in Rome.
In 2005 waren ongeveer 149.329.000 (85%) inwoners van Brazilië katholiek. Vanaf de tweede helft van de 20e eeuw is er een opmars bezig van protestantse gemeenschappen, voornamelijk pinksterkerken en evangelische kerken. Deze opmars is groter in Brazilië dan in de meeste Latijns-Amerikaanse landen. Anno 2020 wordt geschat dat 25% van de Brazilianen behoort tot een protestantse gemeenschap. De pinksterkerken hebben op politiek gebied een rechts, anti-marxistisch imago en op ethisch gebied een conservatief imago. Daarom genieten deze kerken de steun van rechtse politici. Verder voorzien veel van deze kerkgemeenschappen in een alternatieve sociale zekerheid voor hun leden.
Brazilië bestaat uit 278 particuliere kerken, waaronder 45 aartsbisdommen, 220 bisdommen (waaronder 2 bisdommen van oosters-katholieke kerken die onder het aartsbisdom São Paulo vallen), 7 territoriale prelaturen, de aartseparchie São João Batista em Curitiba en de eparchie Imaculada Conceição in Prudentópolis van de Oekraïense Grieks-Katholieke Kerk, het apostolisch exarchaat Latijns Amerika en Mexico van de Armeens-Katholieke Kerk, het Ordinariaat Brazilië voor de overige oosterse gelovigen zonder eigen bisschop, een militair ordinariaat, en de persoonlijke apostolische administratie São João Maria Vianney. De bisdommen en territoriale prelaturen zijn verspreid over 45 kerkprovincies, die weer zijn verdeeld over 19 kerkelijke regio's. De aartseparchie en eparchie vormen samen een kerkprovincie van de Oekraïense Grieks-Katholieke Kerk. Het Armeens apostolisch exarchaat, het oosters ordinariaat, het militair ordinariaat en de persoonlijke apostolische administratie vallen direct onder de Heilige Stoel. De bisschoppen zijn lid van de bisschoppenconferentie van Brazilië. President van de bisschoppenconferentie is kardinaal Raymundo Damasceno Assis, aartsbisschop van Aparecida. Verder is men lid van de Consejo Episcopal Latinoamericano.
Primaat van Brazilië is Murilo Sebastião Ramos Krieger, aartsbisschop van São Salvador da Bahia. 
Apostolisch nuntius voor Brazilië is sinds 29 augustus 2020 aartsbisschop Giambattista Diquattro.
Brazilië heeft zes maal een bezoek gehad van een paus. Paus Johannes Paulus II bezocht het land in 1980, 1982, 1991 en 1997, paus Benedictus XVI in 2007 en paus Franciscus in 2013.

## Organisatie

### Kerkelijke regio Zuid I
De staat São Paulo

#### Kerkprovincie Aparecida
- Aartsbisdom Aparecida
  - Bisdom Caraguatatuba
  - Bisdom Lorena
  - Bisdom São José dos Campos
  - Bisdom Taubaté

#### Kerkprovincie Botucatu
- Aartsbisdom Botucatu
  - Bisdom Araçatuba
  - Bisdom Assis
  - Bisdom Bauru
  - Bisdom Lins
  - Bisdom Marília
  - Bisdom Ourinhos
  - Bisdom Presidente Prudente

#### Kerkprovincie São Paulo
- Aartsbisdom São Paulo
  - Bisdom Campo Limpo
  - Bisdom Guarulhos
  - Bisdom Mogi das Cruzes
  - Eparchie Nossa Senhora do Líbano em São Paulo (Maronitisch)
  - Eparchie Nossa Senhora do Paraíso em São Paulo (Melkitisch)
  - Bisdom Osasco
  - Bisdom Santo Amaro
  - Bisdom Santo André
  - Bisdom Santos
  - Bisdom São Miguel Paulista

#### Kerkprovincie Sorocaba
- Aartsbisdom Sorocaba
  - Bisdom Itapetininga
  - Bisdom Itapeva
  - Bisdom Jundiaí
  - Bisdom Registro

#### Kerkprovincie Ribeirão Preto
- Ribeirão Preto
  - Bisdom Barretos
  - Bisdom Catanduva
  - Bisdom Franca
  - Bisdom Jaboticabal
  - Bisdom Jales
  - Bisdom São João da Boa Vista
  - Bisdom São José do Rio Preto
  - Bisdom Votuporanga

#### Kerkprovincie Campinas
- Aartsbisdom Campinas
  - Bisdom Amparo
  - Bisdom Bragança Paulista
  - Bisdom Limeira
  - Bisdom Piracicaba
  - Bisdom São Carlos

### Kerkelijke regio Zuid II
De staat Paraná

#### Kerkprovincie Curitiba
- Aartsbisdom Curitiba
  - Bisdom Guarapuava
  - Bisdom Paranaguá
  - Bisdom Ponta Grossa
  - Bisdom São José dos Pinhais
  - Bisdom União da Vitória

#### Kerkprovincie Maringá
- Aartsbisdom Maringá
  - Bisdom Campo Mourão
  - Bisdom Paranavaí
  - Bisdom Umuarama

#### Kerkprovincie Londrina
- Aartsbisdom Londrina
  - Bisdom Apucarana
  - Bisdom Cornélio Procópio
  - Bisdom Jacarezinho

#### Kerkprovincie Cascavel
- Aartsbisdom Cascavel
  - Bisdom Foz do Iguaçu
  - Bisdom Palmas-Francisco Beltrão
  - Bisdom Toledo

#### Kerkprovincie São João Batista em Curitiba (Oekraïens Grieks)
De volgende particuliere kerken maken deel uit van de Oekraïense Grieks-Katholieke Kerk en vallen onder de grootaartsbisschop van Kiev-Galicië.
- Aartseparchie São João Batista em Curitiba
  - Eparchie Imaculada Conceição in Prudentópolis

### Kerkelijke regio Zuid III
De staat Rio Grande do Sul

#### Kerkprovincie Passo Fundo
- Aartsbisdom Passo Fundo
  - Bisdom Erexim
  - Bisdom Frederico Westphalen
  - Bisdom Vacaria

#### Kerkprovincie Pelotas
- Aartsbisdom Pelotas
  - Bisdom Bagé
  - Bisdom Rio Grande

#### Kerkprovincie Porto Alegre
- Aartsbisdom Porto Alegre
  - Bisdom Caxias do Sul
  - Bisdom Montenegro
  - Bisdom Novo Hamburgo
  - Bisdom Osório

#### Kerkprovincie Santa Maria
- Aartsbisdom Santa Maria
  - Bisdom Cachoeira do Sul
  - Bisdom Cruz Alta
  - Bisdom Santa Cruz do Sul
  - Bisdom Santo Ângelo
  - Bisdom Uruguaiana

### Kerkelijke regio Zuid IV
De staat Santa Catarina

#### Kerkprovincie Florianópolis
- Aartsbisdom Florianópolis
  - Bisdom Blumenau
  - Bisdom Caçador
  - Bisdom Chapecó
  - Bisdom Criciúma
  - Bisdom Joaçaba
  - Bisdom Joinville
  - Bisdom Lages
  - Bisdom Rio do Sul
  - Bisdom Tubarão

### Kerkelijke regio Noord I
De staat Amazonas

#### Kerkprovincie Manaus
- Aartsbisdom Manaus
  - Bisdom Alto Solimões
  - Bisdom Borba
  - Bisdom Coari
  - Bisdom Parintins
  - Bisdom Roraima
  - Bisdom São Gabriel da Cachoeira
  - Territoriale prelatuur Itacoatiara (territoriale prelatuur)
  - Territoriale prelatuur Tefé (territoriale prelatuur)

### Kerkelijke regio Noord II
De staat Pará

#### Kerkprovincie Belém do Pará
- Aartsbisdom Belém do Pará
  - Bisdom Abaetetuba
  - Bisdom Bragança do Pará
  - Bisdom Cametá
  - Bisdom Castanhal
  - Bisdom Macapá
  - Bisdom Marabá
  - Bisdom Ponta de Pedras
  - Bisdom Santíssima Conceição do Araguaia
  - Territoriale prelatuur Marajó (territoriale prelatuur)

#### Kerkprovincie Santarém
- Aartsbisdom Santarém
  - Bisdom Óbidos
  - Bisdom Xingu-Altamira
  - Territoriale prelatuur Itaituba (territoriale prelatuur)
  - Territoriale prelatuur Alto Xingu-Tucumã (territoriale prelatuur)

### Kerkelijke regio Noord III
De staat Rio de Janeiro

#### Kerkprovincie Palmas
- Aartsbisdom Palmas
  - Bisdom Araguaína
  - Bisdom Cristalândia
  - Bisdom Miracema do Tocantins
  - Bisdom Porto Nacional
  - Bisdom Tocantinópolis

### Kerkelijke regio Oost I
De staat Tocantins

#### Kerkprovincie São Sebastião do Rio de Janeiro
- Aartsbisdom São Sebastião do Rio de Janeiro
  - Bisdom Barra do Piraí-Volta Redonda
  - Bisdom Duque de Caxias
  - Bisdom Itaguaí
  - Bisdom Nova Iguaçu
  - Bisdom Valença

#### Kerkprovincie Niterói
- Aartsbisdom Niterói
  - Bisdom Campos
  - Bisdom Nova Friburgo
  - Bisdom Petrópolis

### Kerkelijke regio Oost II
De staat Minas Gerais

#### Kerkprovincie Belo Horizonte
- Aartsbisdom Belo Horizonte
  - Bisdom Divinópolis
  - Bisdom Luz
  - Bisdom Oliveira
  - Bisdom Sete Lagoas

#### Kerkprovincie Juiz de Fora
- Aartsbisdom Juiz de Fora
  - Bisdom Leopoldina
  - Bisdom São João del Rei

#### Kerkprovincie Diamantina
- Aartsbisdom Diamantina
  - Bisdom Almenara
  - Bisdom Araçuaí
  - Bisdom Guanhães
  - Bisdom Teófilo Otoni

#### Kerkprovincie Uberaba
- Aartsbisdom Uberaba
  - Bisdom Ituiutaba
  - Bisdom Patos de Minas
  - Bisdom Uberlândia

#### Kerkprovincie Mariana
- Aartsbisdom Mariana
  - Bisdom Caratinga
  - Bisdom Governador Valadares
  - Bisdom Itabira-Fabriciano

#### Kerkprovincie Montes Claros
- Aartsbisdom Montes Claros
  - Bisdom Janaúba
  - Bisdom Januária
  - Bisdom Paracatu

#### Kerkprovincie Pouso Alegre
- Aartsbisdom Pouso Alegre
  - Bisdom Campanha
  - Bisdom Guaxupé

### Kerkelijke regio Oost III
De staat Espírito Santo

#### Kerkprovincie Vitória
- Aartsbisdom Vitória
  - Bisdom Cachoeiro de Itapemirim
  - Bisdom Colatina
  - Bisdom São Mateus

### Kerkelijke regio Centraalwest
De staat Goiás en het Federaal District

#### Kerkprovincie Brasília
- Aartsbisdom Brasília
  - Bisdom Formosa
  - Bisdom Luziânia
  - Bisdom Uruaçu

#### Kerkprovincie Goiânia
- Aartsbisdom Goiânia
  - Bisdom Anápolis
  - Bisdom Goiás
  - Bisdom Ipameri
  - Bisdom Itumbiara
  - Bisdom Jataí
  - Bisdom Rubiataba-Mozarlândia
  - Bisdom São Luís de Montes Belos

### Kerkelijke regio West I
De staat Mato Grosso do Sul

#### Kerkprovincie Campo Grande
- Aartsbisdom Campo Grande
  - Bisdom Corumbá
  - Bisdom Coxim
  - Bisdom Dourados
  - Bisdom Jardim
  - Bisdom Naviraí
  - Bisdom Três Lagoas

### Kerkelijke regio West II
De staat Mato Grosso

#### Kerkprovincie Cuiabá
- Aartsbisdom Cuiabá
  - Bisdom Barra do Garças
  - Bisdom Diamantino
  - Bisdom Juína
  - Bisdom Primavera do Leste-Paranatinga
  - Bisdom Rondonópolis-Guiratinga
  - Bisdom São Luíz de Cáceres
  - Bisdom Sinop
  - Territoriale prelatuur São Félix (territoriale prelatuur)

### Kerkelijke regio Noordwest
De staten Rondônia, Acre en Amazonas

#### Kerkprovincie Porto Velho
- Aartsbisdom Porto Velho
  - Bisdom Cruzeiro do Sul
  - Bisdom Guajará-Mirim
  - Bisdom Humaitá
  - Bisdom Ji-Paraná
  - Bisdom Rio Branco
  - Territoriale prelatuur Lábrea (territoriale prelatuur)

### Kerkelijke regio Noordoost I
De staat Ceará

#### Kerkprovincie Fortaleza
- Aartsbisdom Fortaleza
  - Bisdom Crateús
  - Bisdom Crato
  - Bisdom Iguatu
  - Bisdom Itapipoca
  - Bisdom Limoeiro do Norte
  - Bisdom Quixadá
  - Bisdom Sobral
  - Bisdom Tianguá

### Kerkelijke regio Noordoost II
De staten Pernambuco, Alagoas, Paraíba en Rio Grande do Norte

#### Kerkprovincie Natal
- Aartsbisdom Natal
  - Bisdom Caicó
  - Bisdom Mossoró

#### Kerkprovincie Olinda e Recife
- Aartsbisdom Olinda e Recife
  - Bisdom Afogados da Ingazeira
  - Bisdom Caruaru
  - Bisdom Floresta
  - Bisdom Garanhuns
  - Bisdom Nazaré
  - Bisdom Palmares
  - Bisdom Pesqueira
  - Bisdom Petrolina
  - Bisdom Salgueiro

#### Kerkprovincie Maceió
- Aartsbisdom Maceió
  - Bisdom Palmeira dos Índios
  - Bisdom Penedo

#### Kerkprovincie Paraíba
- Aartsbisdom Paraíba
  - Bisdom Cajazeiras
  - Bisdom Campina Grande
  - Bisdom Guarabira
  - Bisdom Patos

### Kerkelijke regio Noordoost III
De staten Bahia en Sergipe

#### Kerkprovincie São Salvador da Bahia
- Aartsbisdom São Salvador da Bahia (Primaat van Brazilië)
  - Bisdom Alagoinhas
  - Bisdom Amargosa
  - Bisdom Camaçari
  - Bisdom Cruz das Almas
  - Bisdom Eunápolis
  - Bisdom Ilhéus
  - Bisdom Itabuna
  - Bisdom Teixeira de Freitas-Caravelas

#### Kerkprovincie Feira de Santana
- Aartsbisdom Feira de Santana
  - Bisdom Barra
  - Bisdom Barreiras
  - Bisdom Bonfim
  - Bisdom Irecê
  - Bisdom Juazeiro
  - Bisdom Paulo Afonso
  - Bisdom Ruy Barbosa
  - Bisdom Serrinha

#### Kerkprovincie Vitória da Conquista
- Aartsbisdom Vitória da Conquista
  - Bisdom Bom Jesus da Lapa
  - Bisdom Caetité
  - Bisdom Jequié
  - Bisdom Livramento de Nossa Senhora

#### Kerkprovincie Aracaju
- Aartsbisdom Aracaju
  - Bisdom Estância
  - Bisdom Propriá

### Kerkelijke regio Noordoost IV
De staat Piauí

#### Kerkprovincie Teresina
- Aartsbisdom Teresina
  - Bisdom Bom Jesus do Gurguéia
  - Bisdom Campo Maior
  - Bisdom Floriano
  - Bisdom Oeiras
  - Bisdom Parnaíba
  - Bisdom Picos
  - Bisdom São Raimundo Nonato

### Kerkelijke regio Noordoost V
De staat Maranhão

#### Kerkprovincie São Luís do Maranhão
- Aartsbisdom São Luís do Maranhão
  - Bisdom Bacabal
  - Bisdom Balsas
  - Bisdom Brejo
  - Bisdom Carolina
  - Bisdom Caxias do Maranhão
  - Bisdom Coroatá
  - Bisdom Grajaú
  - Bisdom Imperatriz
  - Bisdom Pinheiro
  - Bisdom Viana
  - Bisdom Zé Doca

### Immediata
De volgende particuliere kerken vallen direct onder de Heilige Stoel. 
- Apostolisch exarchaat Latijns-Amerika en Mexico (Armeens, echter direct onder de Heilige Stoel)
- Ordinariaat Brazilië (oosters)
- Militair ordinariaat
- Persoonlijke apostolische administratie São João Maria Vianney

## Nuntius
- Apostolisch internuntius

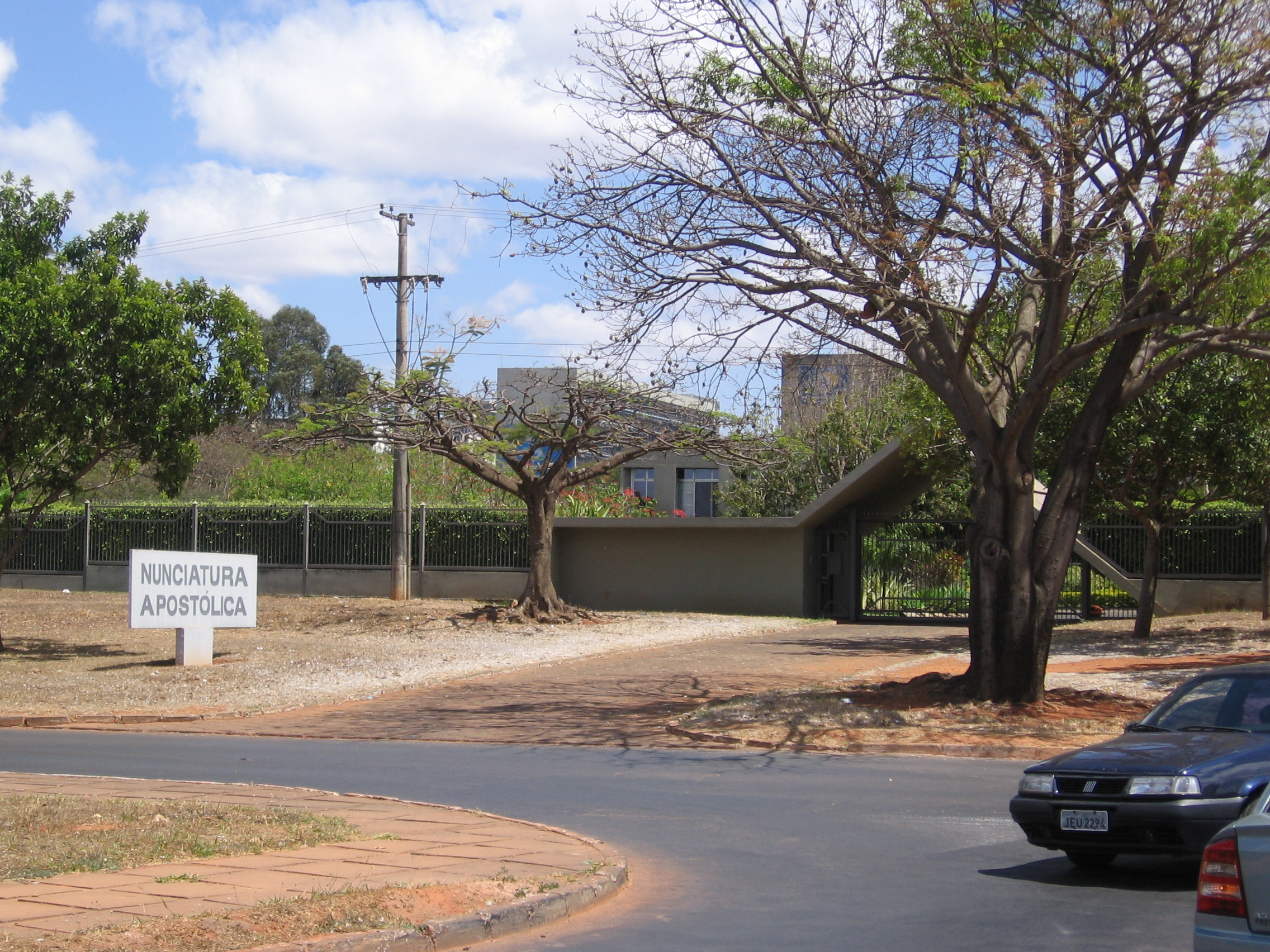
De nuntiatuur van Brazilië

  - Aartsbisschop Pietro Ostini (17 juli 1829 - 2 september 1832, later kardinaal)
  - Msgr. Gaetano Bedini (28 oktober 1845 - 16 augustus 1847, later kardinaal)
  - Msgr. Lorenzo Barili (13 mei 1848 – 26 mei 1851, later kardinaal)
- Apostolisch nuntius
  - Aartsbisschop Gaetano Bedini (benoemd 18 maart 1852, niet in bezit ingenomen)
- Apostolisch internuntius
  - Aartsbisschop Vincentius Massoni (19 juni 1856 – 3 juni 1857)
  - Aartsbisschop Mariano Falcinelli Antoniacci (30 maart 1858 - 14 augustus 1863, later kardinaal)
  - Aartsbisschop Cesare Roncetti (18 juli 1876 – 8 augustus 1879)
  - Aartsbisschop Angelo Di Pietro (30 september 1879 - 21 maart 1882, later kardinaal)
  - Aartsbisschop Mario Mocenni (28 maart 1882 - 18 oktober 1882, later kardinaal)
  - Aartsbisschop Vicenzo Vannutelli (22 december 1882 - 4 oktober 1883, later kardinaal)
  - Aartsbisschop Rocco Cocchia (1884 - 23 mei 1887)
  - Aartsbisschop Girolamo Maria Gotti (19 april 1892 - 29 november 1895, later kardinaal)
  - Aartsbisschop José Macchi (2 augustus 1897 - 21 juli 1902)
- Apostolisch nuntius
  - Aartsbisschop Giulio Tonti (23 augustus 1902 - 4 oktober 1906, later kardinaal)
  - Aartsbisschop Alessandro Bavona (13 november 1906 - 2 februari 1911)
  - Aartsbisschop Giuseppe Aversa (2 maart 1911 - 4 december 1916)
  - Aartsbisschop Angelo Giacinto Scapardini (4 december 1916 - 1920)
  - Aartsbisschop Enrico Gasparri (1 september 1920 - 14 december 1925, later kardinaal)
  - Aartsbisschop Benedetto Aloisi Masella (26 april 1927 - 18 februari 1946, later kardinaal)
  - Aartsbisschop Carlo Chiarlo (19 maart 1946 - 24 september 1954, later kardinaal)
  - Aartsbisschop Armando Lombardi (1954 - 4 mei 1964)
  - Aartsbisschop Sebastiano Baggio (26 mei 1964 - 28 april 1969, later kardinaal)
  - Aartsbisschop Umberto Mozzoni (19 april 1969 - 1973, later kardinaal)
  - Aartsbisschop Carmine Rocco (22 mei 1973 - 12 mei 1982)
  - Aartsbisschop Carlo Furno (21 augustus 1982 -15 april 1992, later kardinaal)
  - Aartsbisschop Alfio Rapisarda (2 juni 1992 - 12 oktober 2002)
  - Aartsbisschop Lorenzo Baldisseri (12 november 2002 - 11 januari 2011, later kardinaal)
  - Aartsbisschop Giovanni D’Aniello (10 februari 2012 - 1 juni 2020)
  - Aartsbisschop Giambattista Diquattro (sinds 29 augustus 2020)

## Pauselijk bezoek

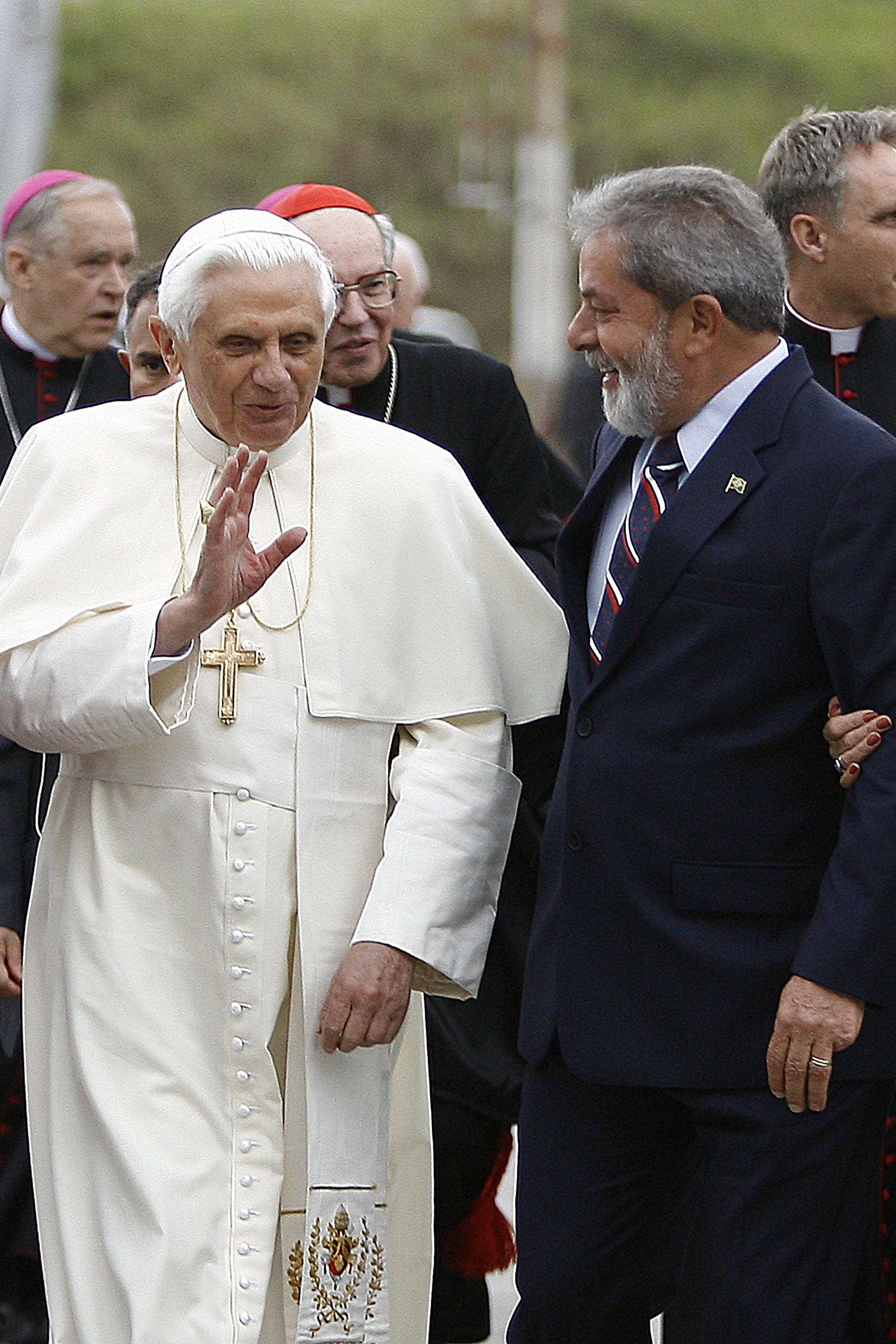
Paus Benedictus XVI met president Luiz Inácio Lula da Silva tijdens diens bezoek aan Brazilië in mei 2007.
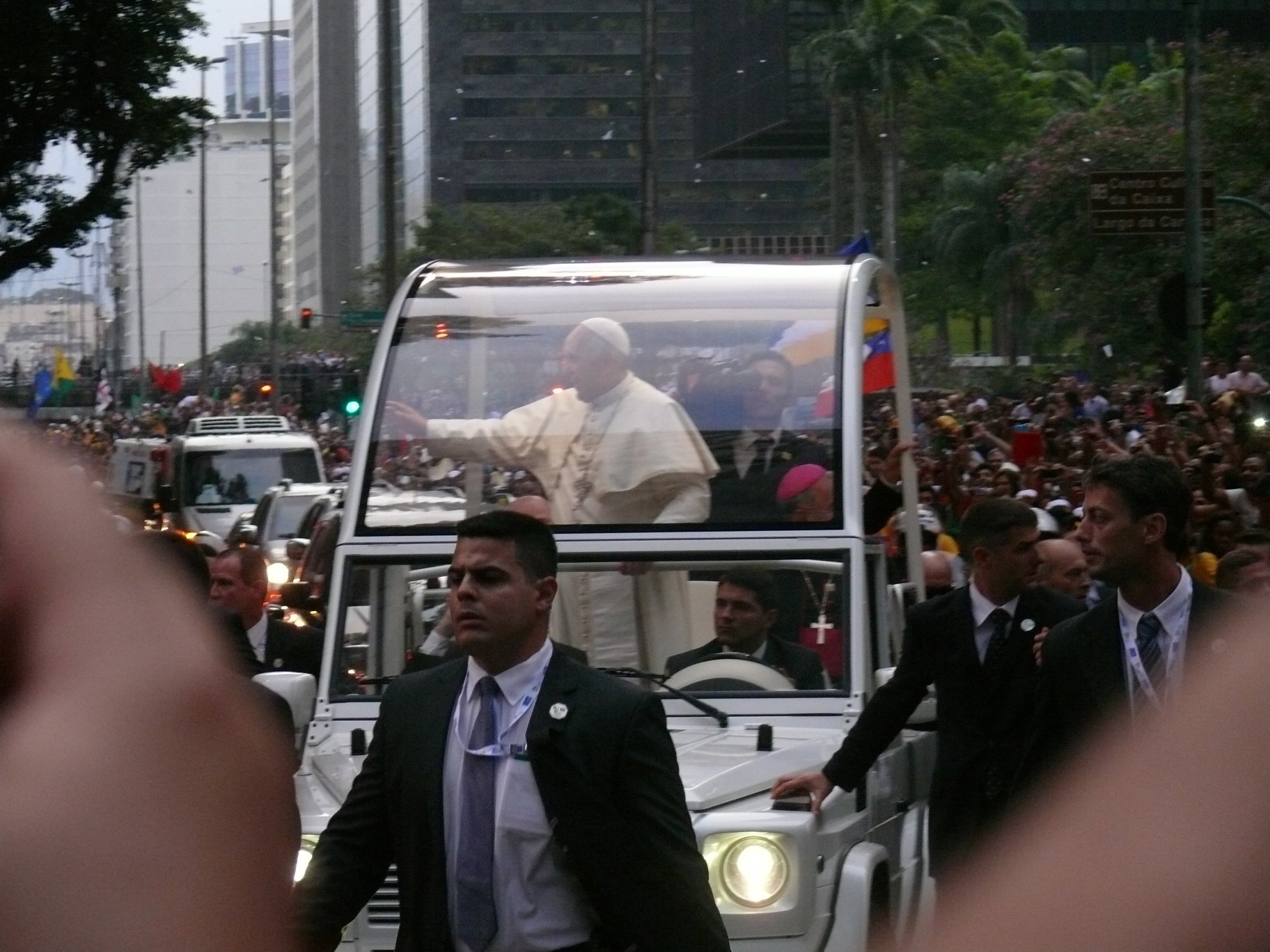
Paus Franciscus tijdens de Wereldjongerendagen 2013.

Brazilië heeft zes maal een bezoek gehad van een paus.
- 30 juni 1980 - 12 juli  1980: pastoraal bezoek van paus Johannes Paulus II aan Brazilië
- 11 juni 1982: pastoraal bezoek van paus Johannes Paulus II aan Brazilië
- 12 oktober 1991 - 21 oktober 1991: pastoraal bezoek van paus Johannes Paulus II aan Brazilië
- 2 oktober 1997 - 5 oktober 1997: pastoraal bezoek van paus Johannes Paulus II aan Brazilië, tweede wereldconferentie voor families
- 9 mei 2007 - 14 mei 2007: paus Benedictus XVI was aanwezig bij de vijfde jaarlijkse algemene conferentie van de Latijns-Amerikaanse en Caraïbische bisschoppenconferentie in Brazilië
- 23 juli 2013 - 28 juli 2013: paus Franciscus was aanwezig bij de Wereldjongerendagen 2013

## Kardinalen

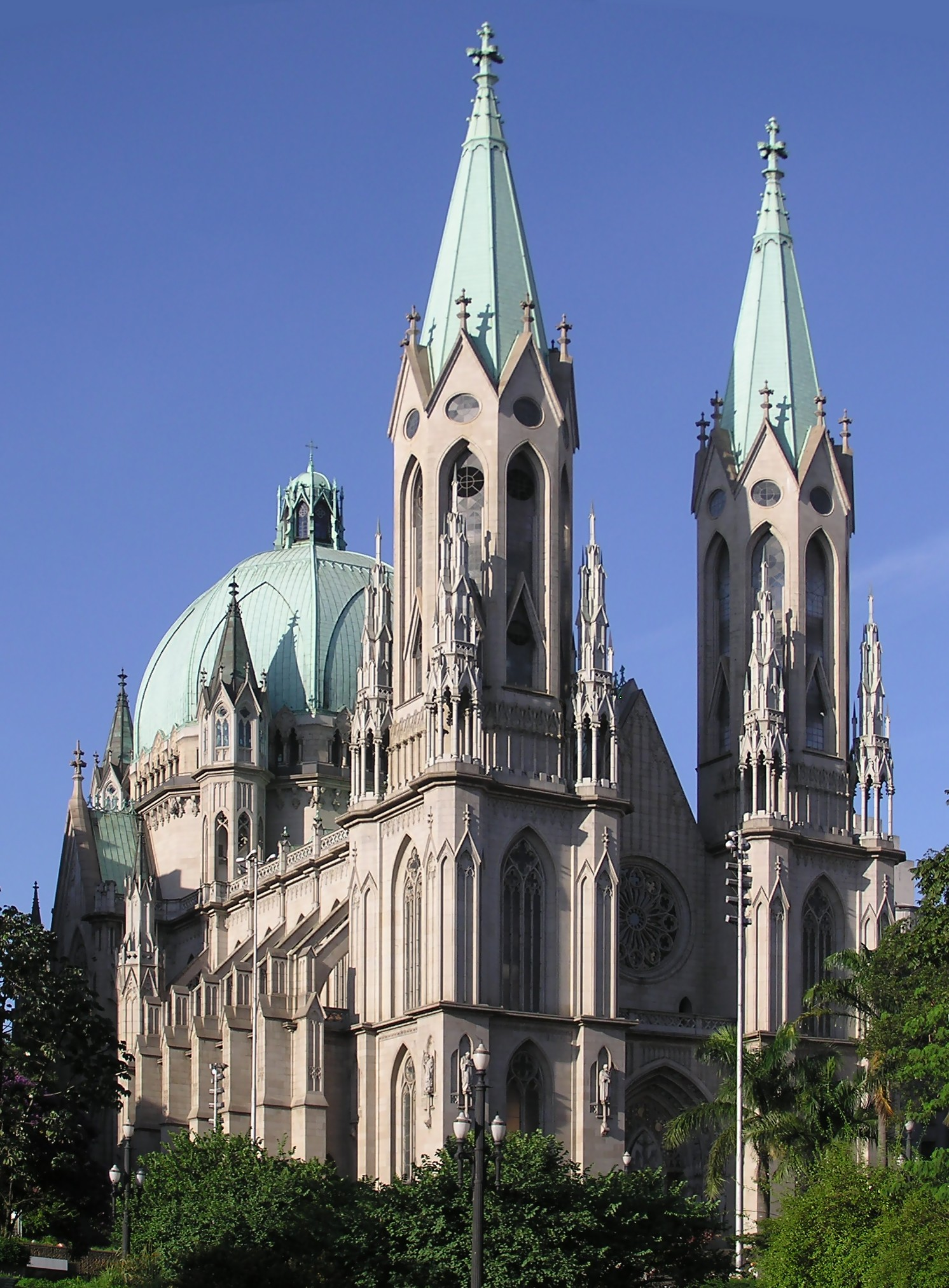
Kathedraal van São Paulo

Brazilië heeft zeven kardinalen, waaronder zes kardinalen-elector. De namen van electors zijn in de lijst in vet aangegeven. Tussen haakjes staat het jaar van benoeming tot kardinaal. 
- Odilo Pedro Scherer (2007)
- Raymundo Damasceno Assis (2010)
- João Braz de Aviz (2012)
- Orani João Tempesta (2014)
- Sérgio da Rocha (2016)
- Leonardo Steiner O.F.M. (2022)
- Paulo Costa (2022)

### Overleden kardinalen van Brazilië
- Joaquim Arcoverde de Albuquerque Cavalcanti (1905)
- Sebastião Leme da Silveira Cintra (1930)
- Carlos Carmelo de Vasconcelos Motta (1946)
- Jaime de Barros Câmara (1946)
- Augusto Álvaro da Silva (1953)
- Agnelo Rossi (1965)
- Alfredo Vicente Scherer (1969)
- Eugênio de Araújo Sales (1969)
- Paulo Evaristo Arns (1973)
- Avelar Brandão Vilela (1973)
- Aloísio Lorscheider (1976)
- José Freire Falcão (1988)
- Lucas Moreira Neves (1988)
- Serafim Fernandes de Araújo (1998)
- Geraldo Majella Agnelo (2001)
- Cláudio Hummes (2001)
- Eusébio Oscar Scheid (2003)

### Andere kardinalen gerelateerd aan Brazilië
- Pietro Ostini (1831)
- Gaetano Bedini (1861)
- Mariano Falcinelli Antoniacci (1873)
- Vicenzo Vannutelli (1889)
- Mario Mocenni (1893)
- Angelo Di Pietro (1893)
- Girolamo Maria Gotti (1895)
- Giulio Tonti (1915)
- Enrico Gasparri (1925)
- Benedetto Aloisi Masella (1946)
- Carlo Chiarlo (1958)
- Sebastiano Baggio (1969)
- Umberto Mozzoni (1973)
- Carlo Furno (1994)